# Resolutie 592 Veiligheidsraad Verenigde Naties
Resolutie 592 van de Veiligheidsraad van de Verenigde Naties was de voorlaatste VN-Veiligheidsraadsresolutie die werd aangenomen in 1986. Veertien leden van de Raad stemden voor. Enkel de Verenigde Staten onthielden zich. De resolutie riep Israël opnieuw op om de Geneefse Conventie betreffende de bescherming van burgers in oorlogstijd te respecteren in de Arabische gebieden die het sinds 1967 bezet hield.

## Achtergrond
In 1967 vocht Israël de Zesdaagse Oorlog uit tegen Egypte, Syrië en Jordanië. Tijdens die oorlog bezette Israël grondgebied van de drie tegenstanders: de Golanhoogten in Syrië, de Westelijke Jordaanoever die in 1948 door Jordanië was geannexeerd en in 1947 door de VN werd beschouwd als grondgebied van een te vormen Arabische staat, Oost-Jeruzalem met onder meer de Oude Stad die eveneens door Jordanië was geannexeerd en door de VN bestempeld als internationaal gebied) en ten slotte de Gazastrook en het schiereiland Sinaï van Egypte. Vervolgens verschenen de Israëlische nederzettingen in de bezette gebieden, waaraan de Palestijnen steeds meer grondgebied verloren. Sindsdien werd alleen de Sinaï − na vredesoverleg met Egypte − in 1982 teruggegeven. De Joodse nederzettingen aldaar werden ontruimd.
Op 4 december 1986 betoogden zo'n 400 studenten op de Universiteit van Bir Zeit tegen Israëlische wegblokkades buiten de campus. Het Israëlische leger probeerde de betogers uiteen te drijven met traangas, vuurde vervolgens in de lucht en naar de grond en ten slotte op de studenten. Daarbij kwamen vierentwintig studenten om en vielen twintig gewonden onder hen.

## Inhoud
De Veiligheidsraad:
- Heeft de brief van Zimbabwes vertegenwoordiger in diens functie als voorzitter van het Coördinatiebureau voor de Beweging van Niet-Gebonden Landen in beraad genomen.
- Herinnert aan de Geneefse Conventie betreffende de bescherming van burgers in oorlogstijd.
- Is erg bezorgd over de situatie in de Palestijnse en andere Arabische gebieden die sinds 1967 door Israël bezet worden, waaronder Jeruzalem.
- Denkt aan de speciale status van Jeruzalem.

1. Bevestigt dat de Geneefse Conventie er van toepassing is.
2. Betreurt het schieten van Israël met dode en gewonde studenten tot gevolg.
3. Roept Israël op de Geneefse Conventies te respecteren.
4. Roept Israël verder op gevangenen na de gebeurtenissen op de universiteit van Bir Zeit vrij te laten.
5. Roept ook alle partijen op terughoudend te zijn, om geweld te vermijden en bij te dragen aan vrede.
6. Vraagt secretaris-generaal Javier Pérez de Cuéllar om tegen 20 december te rapporteren over de uitvoering van deze resolutie.

## Verwante resoluties
- Resolutie 605 Veiligheidsraad Verenigde Naties (1987)
- Resolutie 681 Veiligheidsraad Verenigde Naties (1990)

Lijst ·  581 ·  582 ·  583 ·  584 ·  585 ·  586 ·  587 ·  588 ·  589 ·  590 ·  591 ·  592 ·  593